# Moulin du monastère de Nendrum
Le moulin du monastère de Nendrum est un moulin à marée, il est situé sur une île dans Strangford Lough en Irlande du Nord. Il fait partie du monastère de Nendrum.

## Présentation
Le moulin est daté par dendrochronologie de 619 pour sa phase la plus ancienne et de 787 pour sa phase la plus récente. Ces datations ont fait du moulin à marée de Nendrum le plus ancien connu en Europe jusqu'à la fouille de celui de Landounic à Saint-Pol-de-Léon en Bretagne (daté entre 585 et 588).
Le moulin formait une construction de deux étages en bordure d'un réservoir dont la marée assurait le remplissage quotidien. Le moulin lui-même était un bâtiment à deux étages accueillant une roue hydraulique à pales au débouché d'une évacuation du réservoir. La meule en granit fait 83 cm de diamètre. La roue à aubes horizontale fournissait une puissance maximum estimée entre 7 et 8 Cheval-vapeur.[réf. nécessaire]
Le moulin a été découvert en 1999 à l'occasion de fouilles archéologiques menées par une équipe du Centre for Maritime Archaeology in the University of Ulster menée par Tom McErlean.

### Sources
- McErlean, T. & Crothers, N.: “Harnessing the Tides: The Early Medieval Tide Mills at Nendrum Monastery, Strangford Lough”, 2007, The Stationery Office, UK,  (ISBN 0337088772)
- Rynne, Colin: Milling in the 7th Century – Europe’s earliest tide mills, dans : Archaeology Ireland 6, 1992